# کن لیک
کن لیک (انگلیسی: Ken Leek; ۲۶ ژوئیهٔ ۱۹۳۵ – ۱۹ نوامبر ۲۰۰۷) بازیکن فوتبال اهل ولز بود.
از باشگاه‌هایی که در آن بازی کرده‌است می‌توان به باشگاه فوتبال نورث‌همپتون تاون، باشگاه فوتبال بیرمنگام سیتی، باشگاه فوتبال مونترال کنکوردیا، باشگاه فوتبال لستر سیتی، باشگاه فوتبال مرثر تاون، باشگاه فوتبال برادفورد سیتی، و باشگاه فوتبال نیوکاسل یونایتد اشاره کرد.
وی همچنین در تیم‌های ملی فوتبال زیر ۲۱ سال ولز و ولز بازی کرده‌است.